# Южный Китай

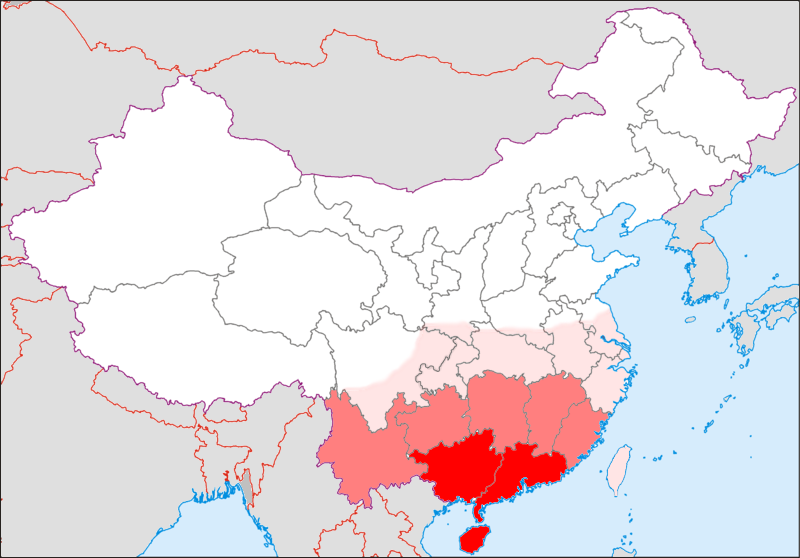
Темно-красный: 3 самые южные провинции Китая, обычно считающиеся Южным Китаем.
Средне-красный: Южный Китай согласно определению 1945–1949 гг.
Светло-красный: Южный Китай (гораздо более обширная территория).

Южный Китай (кит. трад. 華南, упр. 华南, пиньинь Huánán, палл. Хуанань) — географический и культурный регион, охватывающий самую южную часть Китая. Его точное значение зависит от контекста. Примечательной особенностью Южного Китая по сравнению с остальной частью Китая является то, что большинство его граждан не являются носителями стандартного китайского языка. Кантонский диалект является наиболее распространенным языком в регионе, а в регионе Гуанси проживает наибольшая концентрация этнических меньшинств Китая.

## Административно-территориальное деление
| Имя     | Китайский (S) | Пиньинь   | Сокращение | Столица  | Китайский | Пиньинь   | Список административных подразделений |
| ------- | ------------- | --------- | ---------- | -------- | --------- | --------- | ------------------------------------- |
| Гуандун | 广东          | Guǎngdōng | 粤 Yuè     | Гуанчжоу | 广州      | Guǎngzhōu | Список административных подразделений |
| Гуанси  | 广西          | Guǎngxī   | 桂 Guì     | Наньнин  | 南宁      | Nánníng   | Список административных подразделений |
| Хайнань | 海南          | Hǎinán    | 琼 Qióng   | Хайкоу   | 海口      | Hǎikǒu    | Список административных подразделений |
| Гонконг | 香港          | Xiānggǎng | 港 Gǎng    | —        | —         | —         | Список административных подразделений |
| Макао   | 澳门          | Àomén     | 澳 Ào      | —        | —         | —         | Список административных подразделений |